# PILRB
PILRB‏ (Paired immunoglobin-like type 2 receptor beta) هوَ بروتين يُشَفر بواسطة جين PILRB في الإنسان.